# 루카 루카 알리
루카 루카 알리(영어: Rucka Rucka Ali, 1987년 1월 27일 ~)는 미국의 가수, 랩퍼, 작곡가, 희극인이다. 사회에 대한 문제들을 음악으로 풍자해 유튜브에 올려 유명해졌다. 대표적인 곡으론 What the Black says, Ima korean 등이 있다.